# Municipio de Switzerland
El municipio de Switzerland (en inglés: Switzerland Township) es un municipio ubicado en el condado de Monroe en el estado estadounidense de Ohio. En el año 2010 tenía una población de 462 habitantes y una densidad poblacional de 6,53 personas por km².

## Geografía
El municipio de Switzerland se encuentra ubicado en las coordenadas 39°49′13″N 80°53′38″O / 39.82028, -80.89389. Según la Oficina del Censo de los Estados Unidos, el municipio tiene una superficie total de 70.73 km², de la cual 70,45 km² corresponden a tierra firme y (0,4 %) 0,28 km² es agua.

## Demografía
Según el censo de 2010, había 462 personas residiendo en el municipio de Switzerland. La densidad de población era de 6,53 hab./km². De los 462 habitantes, el municipio de Switzerland estaba compuesto por el 98,48 % blancos, el 0,22 % eran afroamericanos y el 1,3 % eran de una mezcla de razas. Del total de la población el 0,22 % eran hispanos o latinos de cualquier raza.